# Hermann Glockner
Hermann Glockner (* 23. Juli 1896 in Fürth; † 11. Juli 1979 in Braunschweig) war ein deutscher Philosoph und Hochschullehrer.

## Leben und Werk
Glockner wurde als Sohn des späteren Schulrats Sebastian Glockner in Fürth geboren. Nach Besuch des Fürther Gymnasiums studierte er Philosophie in München, Erlangen und Heidelberg. Er wurde 1919 bei Paul Hensel in Erlangen zum Dr. phil. promoviert und habilitierte sich 1924 bei Heinrich Rickert in Heidelberg. Ab 1924 war er dort Dozent, ab 1930 Professor. Von 1933 bis 1949 war er Professor an der Universität Gießen, dabei von 1933 bis 1937 Dekan der Philosophischen Fakultät. 1951 folgte er einem Ruf an die TH Braunschweig, wo er bis 1964 lehrte. Seit 1955 war er ordentliches Mitglied der Braunschweigischen Wissenschaftlichen Gesellschaft. Er gilt als einer der bedeutendsten Vertreter des Neuhegelianismus in Deutschland.
Glockner war Träger der Goldenen Bürgermedaille der Stadt Fürth. Sein Nachlass wird im Stadtarchiv von Fürth verwaltet.

### Glockner und der Nationalsozialismus
Glockners Berufung nach Gießen erfolgte, weil er in seinem „Kampf gegen semitischen Einfluss in der deutschen Philosophie der letzten Jahrzehnte“ [als] „fest auf dem Boden der nationalsozialistischen Weltanschauung stehend“ galt.
Im Jahre 1934 trat er der Nationalsozialistischen Volkswohlfahrt (NSV) bei und wurde im selben Jahre Mitherausgeber der Zeitschrift für Deutsche Kulturphilosophie. 1942 trat er dem Nationalsozialistischen Deutschen Dozentenbund (NSDDB) bei und stellte einen Aufnahmeantrag in die NSDAP, der abgelehnt wurde. Die Gründe dafür sind nicht bekannt. Vermutlich wurde ihm zur Last gelegt, dass er anlässlich eines Sprachkursaufenthalts in der Schweiz zu Beginn des Ersten Weltkriegs nicht unverzüglich zu den Waffen geeilt war, sondern sich weiterhin in der „kulturgesättigten Friedensatmosphäre“ der Schweiz aufgehalten habe.
Glockners Philosophie hingegen wurde in den „SD-Dossiers über Philosophie-Professoren“ des Sicherheitsdienstes des Reichsführers SS als „politisch einwandfrei“ und „bestimmt von den Grundsätzen des NS“ klassifiziert.

### Hegel und Glockner
Er war Hegel-Forscher und Herausgeber der Hegel-Jubiläumsausgabe in 24 Bänden von 1927 bis 1940. Glockner war einer der besten Kenner von Hegel in der Vorkriegszeit. Er hielt 1941 die deutsche Philosophie „in höherem Grade als irgendeine andere dem Volk entsprungen und dem Volk verbunden“ und versuchte, die Bedeutung Hitlers in der Politik mit der von Hegel in der Philosophie zu vergleichen: „Der Kampf ist der Vater aller Dinge. So wird auch auf dem Gebiet der Philosophie in den Jahren des Krieges und der Not ohne Zweifel eine starke Zeugungskraft entfaltet.“

## Werke
- Fr. Th. Vischers Ästhetik in ihrem Verhältnis zu Hegels Phänomenologie des Geistes. L. Voss, Leipzig 1920.
- Die ethisch-politische Persönlichkeit des Philosophen. J.C.B. Mohr, Tübingen 1922.
- Der Begriff in Hegels Philosophie. J.C.B. Mohr, Tübingen 1924.
- Das philosophische Problem in Goethes Farbenlehre. Carl Winter, Heidelberg 1924.
- Hegel, Sämtliche Werke. Frommann, Stuttgart, 1927–1940.
  - Band 21: Die Voraussetzungen der hegelschen Philosophie.
  - Band 22: Entwicklung und Schicksal der hegelschen Philosophie.
- Hegel und seine Philosophie. Carl Winter, Heidelberg 1931.
- Friedrich Theodor Vischer und das 19. Jahrhundert. Junker &. Dünnhaupt, Berlin 1931.
- Johann Eduard Erdmann. Frommann, Stuttgart 1932.
- Wilhelm Busch. Der Mensch, der Zeichner, der Humorist. Mohr, Tübingen 1932.
- Heinrich von Stein. Schicksal einer deutschen Jugend. Mohr, Tübingen 1934.
- Das Abenteuer des Geistes. Frommann, Stuttgart 1938.
- Schiller. Kohlhammer Stuttgart 1941.
- Vom Wesen der deutschen Philosophie. Kohlhammer, Stuttgart 1941.
- Einführung in das Philosophieren. Buchholz & Weißwange, Berlin 1944.
- Identität und Individualität. Nordwestdt. Univ. Ges., Wilhelmshaven 1952.
- Philosophie und Technik. Agis-Verlag, Krefeld 1953.
- Die europäische Philosophie von den Anfängen bis zur Gegenwart. Reclam, Stuttgart 1958.
- Hundert Aussprüche Hegels. Frommann (Holzboog), Stuttgart 1958.
- Gegenständlichkeit und Freiheit. 2 Bände, Bouvier, Bonn 1963.
  - Band I: Metaphysische Meditationen zur Fundamentalphilosophie.
  - Band II: Metaphysische Meditationen zur philosophischen Anthropologie.
- Beiträge zum Verständnis und zur Kritik Hegels sowie zur Umgestaltung seiner Geisteswelt. Bouvier, Bonn 1965. Hegel-Studien, Beiheft Nr. 2.
- Rationalität, Phänomenalität, Individualität. Bouvier, Bonn 1966.
- Heidelberger Bilderbuch. Erinnerungen. Bouvier, Bonn 1969.
- Paraphilosophica. 1969.
- Die Bärenwiese. 1969.
- Liebeslieder. 1969.
- Bilderbuch meiner Jugend. Erinnerungen. 2 Bände (1970).
- Paul Hensel. Der Sokrates von Erlangen Bouvier, Bonn 1972.
- Das Selbstbewußtsein. Bouvier, Bonn 1972.
- Paraphilosophika. Gesammelte Dichtungen. Scherpe, Krefeld 1974.
- Einführung in das Philosophieren. Bouvier, Bonn 1974.